# Реммеле, Йозеф
Йозеф Реммеле (нем. Josef Remmele; 3 марта 1903, Ауэрбах, Германская империя — 3 декабря 1948, Ландсбергская тюрьма) — гауптшарфюрер СС, комендант концлагеря Айнтрахтхютте и осуждённый военный преступник.

## Биография
Йозеф Реммеле родился 3 марта 1903 года в крестьянской семье. Семь лет посещал народную школу и три года сельскохозяйственное училище. Впоследствии работал на ферме у своих родителей, которые в 1907 году переехали в Цусмарсхаузен. Реммеле был женат, в браке у супругов родилось двое детей. 1 апреля 1930 года вступил в НСДАП (билет № 217435). 1 августа 1932 года был зачислен в ряды СС (№ 41969).
С 29 июля 1933 года служил в охране концлагеря Дахау. В ноябре 1938 года ему было присвоено звание обершарфюрера СС, а в феврале 1939 года — гауптшарфюрера. В период с июля 1938 по сентябрь 1942 года служил в филиалах концлагеря Дахау. В концлагере Дахау занимал должность блокфюрера и руководителя по использованию рабочей силы. В ноябре 1940 года стал раппортфюрером. Заключённый Эдгар Купфер-Кобервиц писал в своём дневнике, что Реммеле оскорбял больных заключённых и бил их по голеням.
С сентября 1942 года служил в охране концлагеря Освенцим. До мая 1943 года служил в лагере Моновиц. С мая 1943 по июль 1944 года возглавлял концлагерь Айнтрахтхютте, филиал концлагеря Освенцим. Реммеле натравливал собак на заключённых. В результате массового побега заключённых он был снят с должности и возглавил филиал Явишовиц. После эвакуации лагеря в январе 1945 года работал в отделе кадров Главного административно-хозяйственного управления СС в Берлине. С марта 1945 года был охранником в лагере СС в Мисене на территории Норвегии, где 6 июля 1945 года был арестован британскими оккупационными войсками.
На одном из последующих процессов по делу о преступлениях в концлагере Дахау он предстал перед американским трибуналом в качестве служащего охраны концлагеря Дахау. Среди пунктов обвинения были участие в казнях советских военнопленных в период с ноября 1941 по март 1942 года, селекция заключённых в рамках акции 14f13, в ходе которой он координировал отправку заклбченных в газовую камеру, убийство пяти заключённых, активное участие в исполнении наказаний, таких как подвешивание к дереву, и многочисленные случаи, когда Реммеле пытал и избивал заключённых. Реммеле отрицал предъявляемые ему обвинения и утверждал, что заключённые лагеря, которым был предоставлен выбор между возбуждением уголовного разбирательства и жестоким обращением, неоднократно выбирали жестокое обращение. Во время судебного разбирательства, длившегося с 9 по 15 сентября 1947 года, Реммеле был приговорён к смертной казни через повешение. 3 декабря 1948 года приговор был приведён в исполнение в Ландсбергской тюрьме. Его тело был перенесено в общину Динкельшербен.